# Oruza dolichognatha
Oruza dolichognatha là một loài bướm đêm trong họ Erebidae.